# Vulcanización
La vulcanización es un proceso mediante el cual se calienta el caucho crudo en presencia de azufre, con el fin de volverlo más duro y resistente al frío. Se dice que fue descubierta accidentalmente por Charles Goodyear en 1839 al volcar un recipiente de azufre y caucho encima de una estufa. Esta mezcla se endureció y se volvió impermeable, a la que llamó vulcanización en honor al dios Vulcano (Hefesto). Sin embargo, hay estudios que demuestran que un proceso similar a la vulcanización, pero basado en el uso de materiales orgánicos (savias y otros extractos de plantas) fue utilizado por la cultura olmeca 3500 años antes para hacer pelotas de hule destinadas al juego de pelota mesoamericano de la época precolombina.
Durante la vulcanización, los polímeros lineales paralelos cercanos constituyen puentes de entrecruzamiento entre sí. El resultado final es que las moléculas elásticas de caucho quedan unidas entre sí a una mayor o menor extensión. Esto forma un caucho más estable, duro, mucho más durable, más resistente al ataque químico y que no pierde la elasticidad natural. También transforma la superficie pegajosa del material en una superficie suave que no se adhiere al metal o a los sustratos plásticos
La vulcanización es un proceso de curado irreversible y debe ser fuertemente contrastado con los procesos termoplásticos que caracterizan el comportamiento de la vasta mayoría de los polímeros modernos. Este proceso irreversible define a los cauchos curados como materiales termoestables (no se funden con el calor) y los saca de la categoría de los termoplásticos (como el polietileno y el polipropileno).
Usualmente, el entrecruzamiento químico es realizado con azufre, pero existen otras tecnologías como los sistemas basados en peróxidos. Se suelen usar combinadamente con agentes aceleradores y retardadores.
El azufre es un elemento con singulares propiedades. En determinadas circunstancias, formará cadenas de sus propios átomos. El carbono y el silicio pueden formar también esas cadenas. El proceso de vulcanización hace uso de este fenómeno. A lo largo de la molécula del caucho, hay un número de sitios que son atractivos para los átomos de azufre. Son los llamados sitios de cura. En cada sitio de cura, un átomo de azufre se puede unir a sí mismo, y a partir de allí la cadena de átomos de azufre puede crecer hasta que alcance el sitio de cura de otra molécula. Estos puentes de azufre son usualmente de 2 a 10 átomos de largo, en contraste con los polímeros más comunes en los que la «columna vertebral» de carbonos puede ser varios miles de veces de larga.

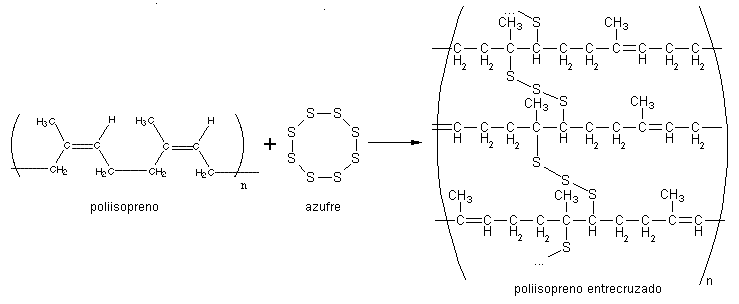
Proceso de vulcanización con azufre.

## Historia

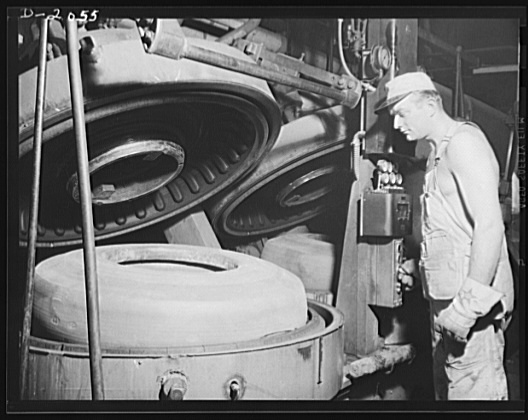
Trabajador haciendo funcionar un molde de vulcanización automática Firestone (General) Tires, Akron, Ohio

La historia del caucho es antigua. Los mayas y los indígenas mesoamericanos extraían el látex orgánico de los árboles de Castilla elastica de los bosques americanos, transformaban esa viscosa sustancia en pelotas, y jugaban con ellas el juego de pelota. En los códices prehispánicos hay evidencia que los mesoamericanos trabajan el caucho para también producir suelas para zapatos, contenedores para líquidos y ligas.
La primera referencia al caucho en Europa aparece en 1770, cuando Edward Nairne vendía cubos de caucho natural de su hogar. Los cubos, con la intención de ser gomas de borrar, se vendían al altísimo precio de 18 chelines por unidad.
A mediados del siglo XIX, el caucho era un material novedoso, pero no encontraba gran aplicación en el mundo industrial. Era usado, en principio, como goma de borrar y como dispositivo médico para conectar tubos y para la inhalación de gases medicinales. Cuando los químicos descubrieron que el caucho era soluble en el éter, se hallaron nuevas aplicaciones en el mundo del zapato y en impermeables.
A pesar de todo, la mayoría de estas aplicaciones eran en pequeños volúmenes y el material no duraba mucho. La razón de la falta de aplicaciones importantes era el hecho de que el material no era duradero, era pegajoso, y en ocasiones se pudría liberando mal olor porque no estaba bien curado.

### La contribución de Goodyear
La mayoría de los libros de texto indican que Charles Goodyear fue el primero en usar azufre para vulcanizar el caucho. Dependiendo del lector, la historia de Goodyear es el resultado de la pura suerte o de una cuidadosa investigación.
Goodyear reclamó que le correspondía el descubrimiento de la vulcanización basada en azufre en 1839, pero no patentó su invento hasta el 5 de julio de 1843 y no escribió la historia de su descubrimiento hasta 1853 en su libro autobiográfico, Gum-elastic and Its Varieties: With a Detailed Account of Its Applications. Mientras tanto, Thomas Hancock (1786-1865), un científico e ingeniero británico, patentó el proceso en el Reino Unido el 21 de noviembre de 1843, ocho semanas antes que Goodyear depositara su propia patente.
La Goodyear Tire and Rubber Company adoptó el nombre de Goodyear por sus actividades en la industria del caucho, pero no tenía ninguna relación con Charles Goodyear y su familia.
Este es el relato de Goodyear sobre su invención, tomada de Gum-Elastic.... Aunque el libro es una autobiografía, Goodyear eligió escribirlo en tercera persona, así que «el inventor» y «él» que se refieren en el texto corresponden al autor en realidad. Él describe el escenario de la fábrica de caucho donde su hermano trabajó.

(...) El inventor hizo muchos experimentos para verificar los efectos del calor en el mismo compuesto que se había descompuesto en las bolsas de correo y otros artículos. Se sorprendió al encontrar que el espécimen, siendo descuidadamente puesto en contacto con una estufa caliente, se achicharraba como el cuero.

Goodyear continúa describiendo cómo él intentó llamar la atención de su hermano y otros trabajadores de la planta, familiarizados con el comportamiento del caucho disuelto, pero ellos descartaron su observación, creyendo que era otro de sus muchos extraños experimentos. Goodyear afirma que intentó decirles que el caucho se derretía cuando se calentaba excesivamente, pero ellos lo siguieron ignorando.
Goodyear infirió directamente que si el proceso de achicharramiento podía ser detenido en el punto correcto, podría hacer que el caucho se librara de sus adhesivos nativos, lo que implicaría una mejora sustancial sobre la goma nativa. Se convenció más de la validez de su intuición al descubrir que el caucho de la India no podía derretirse en azufre hirviendo ya que siempre se achicharraba. Hizo otra prueba calentando un tejido similar antes de probar con un fuego abierto. El mismo efecto de achicharramiento de la goma continuó; pero había muchos indicios satisfactorios de éxito en producir el resultado deseado cuando, sobre el borde de la porción achicharrada, aparecía una línea que no estaba achicharrada, pero sí perfectamente curada.
Goodyear luego describe su mudanza a Woburn, Massachusetts, y cómo llevó a cabo una serie de experimentos sistemáticos para descubrir las condiciones correctas para el curado del caucho.

(...) Cuando se cercioraba de que había encontrado el objeto de su búsqueda y mucho más, y que la nueva sustancia era resistente al frío y al solvente de la goma nativa, se sintió ampliamente recompensado por el pasado y bastante indiferente a las pruebas del futuro.

Goodyear nunca ganó dinero con su descubrimiento. Empeñó todas las posesiones de su familia en un esfuerzo por ganar dinero, pero el 1 de julio de 1860, falleció cubierto de deudas por importe de más de 200.000 dólares.

## Fabricación de caucho vulcanizado
El elastómero es el componente principal de una mezcla que puede contener entre diez y veinte ingredientes (solo un sistema de vulcanización con azufre puede contener unos diez ingredientes). Algunos son esenciales para la formación de puentes (azufre, peróxido orgánico, etc.), otros aceleran el proceso (evite los aceleradores que generan nitrosaminas). Otros protegen (antioxidantes, ignífugo), ablandan (aceites, grasas, ácidos grasos), hinchan, colorean (óxido de zinc, litopona) o perfumanent. La mezcla de ingredientes se realiza «en seco», es decir, sin ningún disolvente, mediante trituración mecánica, que calienta los ingredientes y favorece la adsorción de los productos entre sí. Este calentamiento es perjudicial para la mezcla, ya que no debe vulcanizarse hasta que el producto haya sido conformado, por consiguiente, las máquinas utilizadas (mezcladoras internas de tipo Banbury, o mezcladoras de palas en Z) están por tanto equipadas con un dispositivo de refrigeración, y el control de la temperatura de la mezcla durante el mezclado es una característica crítica de este proceso.
La mezcla es generalmente un proceso discontinuo (mezcladora vacía; carga de ingredientes; mezcla; vaciado de la mezcladora; mezcla posterior), aunque desde los años 90 se han desarrollado procesos continuos, en particular para polímeros termoplásticos (vulcanizables o no).
La mezcla en húmedo (con disolventes no clorados) es específica de la fabricación de disoluciones, es decir, adhesivos a base de caucho (por ejemplo, cola de neopreno).
Las cargas como el carbonato cálcico o la barita mejoran su aspecto. El negro de humo aumenta la resistencia a la abrasión.
La vulcanización en baño de sal es un proceso común de vulcanización continua. La varilla extruida pasa por una línea de vulcanización a alta temperatura a una velocidad específica.

## Vulcanización de policloropreno
La vulcanización del caucho neopreno o policloropreno (caucho CR) se lleva a cabo usando óxidos metálicos (concretamente MgO y ZnO, y en ocasiones PbO) preferentemente, en vez de los compuestos de azufre usados con muchos cauchos naturales y sintéticos. Además, debido a otros factores de su procesado (principalmente el scorch, que es el prematuro entrecruzamiento en las gomas por la influencia del calor), la elección del acelerante se rige por reglas diferentes a otros cauchos dienos. Los acelerantes más convencionalmente usados son problemáticos cuando se curan los cauchos CR, y el acelerante más importante es la Etilentiourea (ETU) que, aunque está ampliamente probado como un excelente acelerante para el policloropreno, está clasificado como tóxico para la reproducción. La industria del caucho europea ha comenzado un proyecto de investigación SafeRubber.

## Vulcanización de siliconas

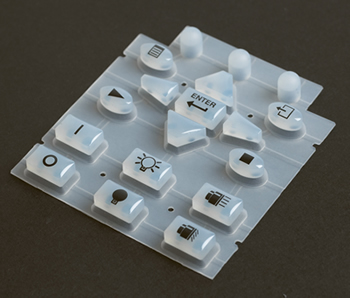
Un ejemplo de teclado de caucho de silicona típico del moldeo de LSR (caucho de silicona líquida).

La silicona vulcanizada a temperatura ambiente (RTV) está fabricada con polímeros reactivos a base de aceite combinados con cargas minerales reforzantes. Existen dos tipos de silicona de vulcanización a temperatura ambiente:
1. RTV-1 (sistemas monocomponentes); se endurece por la acción de la humedad atmosférica, un catalizador y el acetoxisilano. El acetoxisilano, cuando se expone a condiciones de humedad, formará ácido acético.[7] El proceso de curado comienza en la superficie exterior y avanza hasta su núcleo. El producto se envasa en cartuchos herméticos y se presenta en forma fluida o pastosa. La silicona RTV-1 tiene buenas características de adherencia, elasticidad y durabilidad. La dureza Shore puede variar entre 18 y 60. El alargamiento a la rotura puede oscilar entre el 150 % y el 700 %. Tienen una excelente resistencia al envejecimiento gracias a una resistencia superior a la radiación UV y a la intemperie.
2. RTV-2 (sistemas de dos componentes); productos de dos componentes que, cuando se mezclan, curan a temperatura ambiente formando un elastómero sólido, un gel o una espuma flexible. El RTV-2 permanece flexible desde −80 a 250 grados Celsius (−112,0 a 482 °F). La descomposición se produce a temperaturas superiores a 350 grados Celsius (662 °F), dejando un depósito inerte de sílice que no es inflamable ni combustible. Pueden utilizarse como aislante eléctrico debido a sus propiedades dieléctricas. Las propiedades mecánicas son satisfactorias. El RTV-2 se utiliza para fabricar moldes flexibles, así como numerosas piezas técnicas para la industria y aplicaciones paramédicas.

## Reciclado de caucho vulcanizado
No se sabe cómo reciclar el caucho vulcanizado. La vulcanización es una reacción casi irreversible, es decir que la red tridimensional creada, por ejemplo, por el azufre no se puede “desmontar” fácilmente mediante acción química o térmica para remodelar una pieza de caucho y darle otra forma. Esto significa que una vez vulcanizado, un artículo de caucho cumple con los requisitos y, por lo tanto, es utilizable, o no cumple y, en este caso, el artículo se rechaza.
De hecho, es posible reutilizar el material gracias al circuito específico de las empresas de reciclaje en el que los productos vulcanizados se someten a un tratamiento químico y térmico muy agresivo (a alta temperatura), durante el cual se desmantela la red tridimensional (reversión o despolimerización).
El residuo obtenido, denominado caucho regenerado (en inglés: reclaim), presenta características físicas menos eficientes que el producto original, en particular debido al tratamiento sufrido; pero su reutilización a tasas variables (menos del 10 % a más del 50 %) es posible para determinados productos, generando ahorros importantes; pero sobre todo permitiendo “reciclar” un material muy concreto disponible en cantidades muy grandes en todo el planeta debido a sus múltiples aplicaciones.
La química de los polímeros es muy diversa; también lo es la química de su vulcanización (por ejemplo, el azufre utilizado para vulcanizar muchos cauchos y el negro de humo son incompatibles con los cauchos de silicona, impidiendo su vulcanización).

### Aspectos técnicos
Generalmente, la materia prima para la recuperación es el residuo de caucho triturado. En la actualidad, los procesos más utilizados para la recuperación son el de bandeja, el de digestor (húmedo o seco) y el mecánico o recuperador.
- Según el proceso de bandeja, el caucho triturado se mezcla con varios aceites de recuperación antes de añadirlo a contenedores. Estos contenedores se introducen en un autoclave, que se somete a presión de vapor y alta temperatura durante 5 a 12 horas.[8]

- El proceso de digestión utiliza un recipiente de vapor equipado con un agitador de paletas para agitar continuamente los trocitos de caucho mientras se aplica vapor. El proceso húmedo puede utilizar sosa cáustica y agua mezcladas con la miga de caucho, mientras que el proceso seco utiliza solo vapor. Si es necesario, pueden añadirse varios aceites recuperadores al mezclador del recipiente.[8]

- Se ha utilizado un proceso mecánico o recuperador para la recuperación continua de desechos de neumáticos enteros. La miga fina de caucho (normalmente de malla 30), mezclada con diversos aceites recuperadores, se somete a altas temperaturas con un intenso trabajo mecánico en una extrusora modificada para recuperar el desecho de caucho.[8]

El procesamiento químico es un método posible para desvulcanizar la red vulcanizada mediante el uso de agentes químicos que atacan los enlaces C-S o S-S. Sin embargo, este proceso de desvulcanización es muy lento y crea problemas adicionales con la eliminación de disolventes y se generan residuos adicionales en forma de lodos. 
Además, el proceso de desvulcanización química se propuso recientemente para el reciclado de caucho de neumáticos. El proceso requiere el uso de un producto químico patentado denominado ‘De-link’ que se incorpora al caucho mediante el mezclador interno, el extrusor de vertido-matriz de rodillo, el molino de alto cizallamiento o el molino de refinado o laminado a temperaturas inferiores a 70-80 °C y tarda 10 minutos o menos. El caucho resultante con el producto químico de desvulcanización remanente en él, denominado De-vulc, conserva la capacidad de vulcanización y puede masticarse, fabricarse y vulcanizarse. El caucho natural (NR) vulcanizado con azufre puede reciclarse completamente a 200-225 °C utilizando difenildisulfuro. Se ha observado una desvulcanización completa en el NR vulcanizado con azufre a 200 °C utilizando disulfuro. Se observó una disminución de la densidad de reticulación del 90 % cuando los vulcanizados de azufre de monómero de etileno propileno dieno (EPDM) con difenil sulfuro se calentaron a 275 °C en moldes cerrados durante dos horas. Al mismo tiempo, el EPDM curado con peróxido mostró una disminución de la densidad de reticulación de alrededor del 40 % en las mismas condiciones.